# Орловская губерния
Орло́вская губе́рния — административно-территориальная единица Российской империи, РСФСР и СССР, существовавшая в 1778 (1796) — 1928 годах. Губернский город — Орёл.

## География
Орловская губерния была расположена в центре Европейской части Российской империи. Граничила на севере с Калужской и Тульской, на юге с Курской, на северо-востоке с Тамбовской, на востоке с Воронежской, на западе со Смоленской и Черниговской губерниями. Площадь губернии составляла 41 057,7 вёрст² (46 725 км²) — в 1897 году, 30 766 км² — в 1926 году.

## История
Древнейшими обитателями Орловского края были вятичи; первые города, оплот от нападений печенегов и половцев, возникают с начала XI в. В это же время начинает проникать сюда и христианство, распространившееся, однако, не ранее XII в., во время проповедничества святого Кукши, одного из первых просветителей края. С начала XII до половины XIII в. в крае были княжества Вщижское, Елецкое, Трубчевское и Карачевское.
Со времени монголо-татарского нашествия выступает на первый план княжество Брянское, сохранившее своё преобладающее значение до второй половины XIV в., когда весь край подпал владычеству литовцев, продолжавшемуся до начала XVI в. За это время, вследствие частых столкновений Москвы с Литвой и Польшей, край подвергался нападениям и разорениям, которые значительно уменьшились с переходом его во власть московских государей. Из последних наиболее заботились об его устроении цари Иоанн IV и Федор Иоаннович.
28 февраля (11 марта) 1778 года Екатерина II издала Именной Указ «Об учреждении Орловской губернии». В нём императрица поручает генерал-губернатору Белгородской губернии Репнину:
«…Повелеваем нашему генералу князю Репнину оную губернию, не упуская времени объехать и по данному от нас примерному расписанию оной на 12 уездов на месте удобность их освидетельствовать, и как о сем, так и какие вновь города для приписания к ним уездов назначить нужно будет, нам самолично представить»
В соответствии с указом Екатерины II «Об учреждении Орловского наместничества» от 5 (16) сентября 1778 года было образовано Орловское наместничество на 13 уездов. Губерния получила наименование «наместничество» и управлялась генерал-губернаторами. 10 января 1779 в Орле прошли торжества по случаю открытия наместничества (губернии). Город Орёл не являлся самой экономически развитой частью губернии, но при этом оставался на протяжении почти 140 лет её политическим, религиозным и культурным центром. Он был главным среди городов, имевших историю в несколько раз более длинную и не менее бурную. К примеру, того же Карачева, основанного в 1146 году, Мценска (1146 г.) Трубчевска (975 г.), Брянска (985 г.), Кром (1147 г.), Севска (1146 г.), Ельца (1146 г.). Территория губернии резко разделялась на две неравные части, из которых одна — большая, обнимающая собой центральные и восточные уезды губернии, возвышенная, тогда как другая, меньшая, заключающая в себе западные уезды губернии — низменная.
В 1782 году в Орле открывается губернская земская больница, и поныне остающаяся самым крупным медицинским учреждением современного региона — областной клинической больницей.
16-19 (27-30) июня 1787 года Екатерина II, возвращаясь из Крыма, проезжала через Орловщину по маршруту: деревня Очки, село Борисоглебское, село Хотетово (Орловский уезд), город Орёл, деревня Ивановское (Орловский уезд), деревня Железница (Мценский уезд), город Мценск. В Орле и Мценске императрица останавливалась на ночлег.

12 (23) декабря 1796 года в результате реформы Павла I были ликвидированы генерал-губернаторства и принято разделение страны на губернии. Вместо Орловского наместничества принято наименование Орловская губерния.

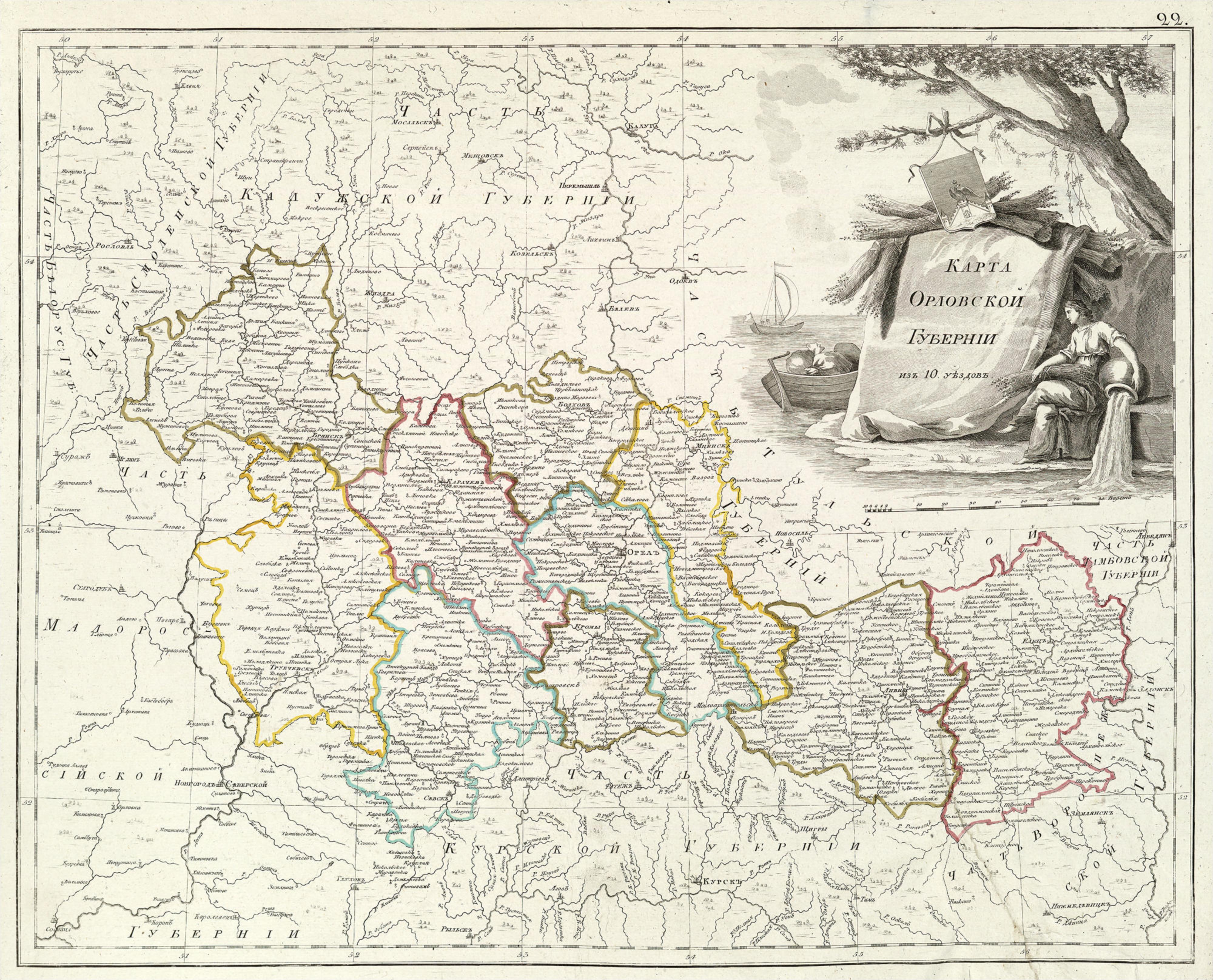
Орловская губерния в 1797—1802 гг.

В 1812 году в Орловской губернии формируются народные ополчения для борьбы с наполеоновскими войсками. По приказу М. И. Кутузова в губернском центре создается «Главный временный госпиталь» на 1500 человек, содержавшийся на средства мещан и купцов.
Орловская губерния была в числе 17 регионов, признанных серьёзно пострадавшими во время голода 1891—1892 годов.
После Октябрьской революции 1917 года Орловская губерния вошла в состав образованной в 1918 году Российской Советской Федеративной Социалистической Республики (РСФСР).
В 1920 году часть губернии вошла в состав новой Брянской губернии. В 1925 году из состава Тульской губернии в Орловскую губернию был передан Новосильский уезд. 14 мая 1928 года Орловская губерния была упразднена, её территория вошла в состав созданной Центрально-Чернозёмной области, которая 13 июня 1934 года была ликвидирована и разделена на Курскую и Воронежскую области, при этом Орловщина была включена в состав Курской области. 27 сентября 1937 года в границах оставшихся от губернии территорий была создана её правопреемница — Орловская область, с 26 апреля 1954 г. пребывающая в современных границах.

## Население

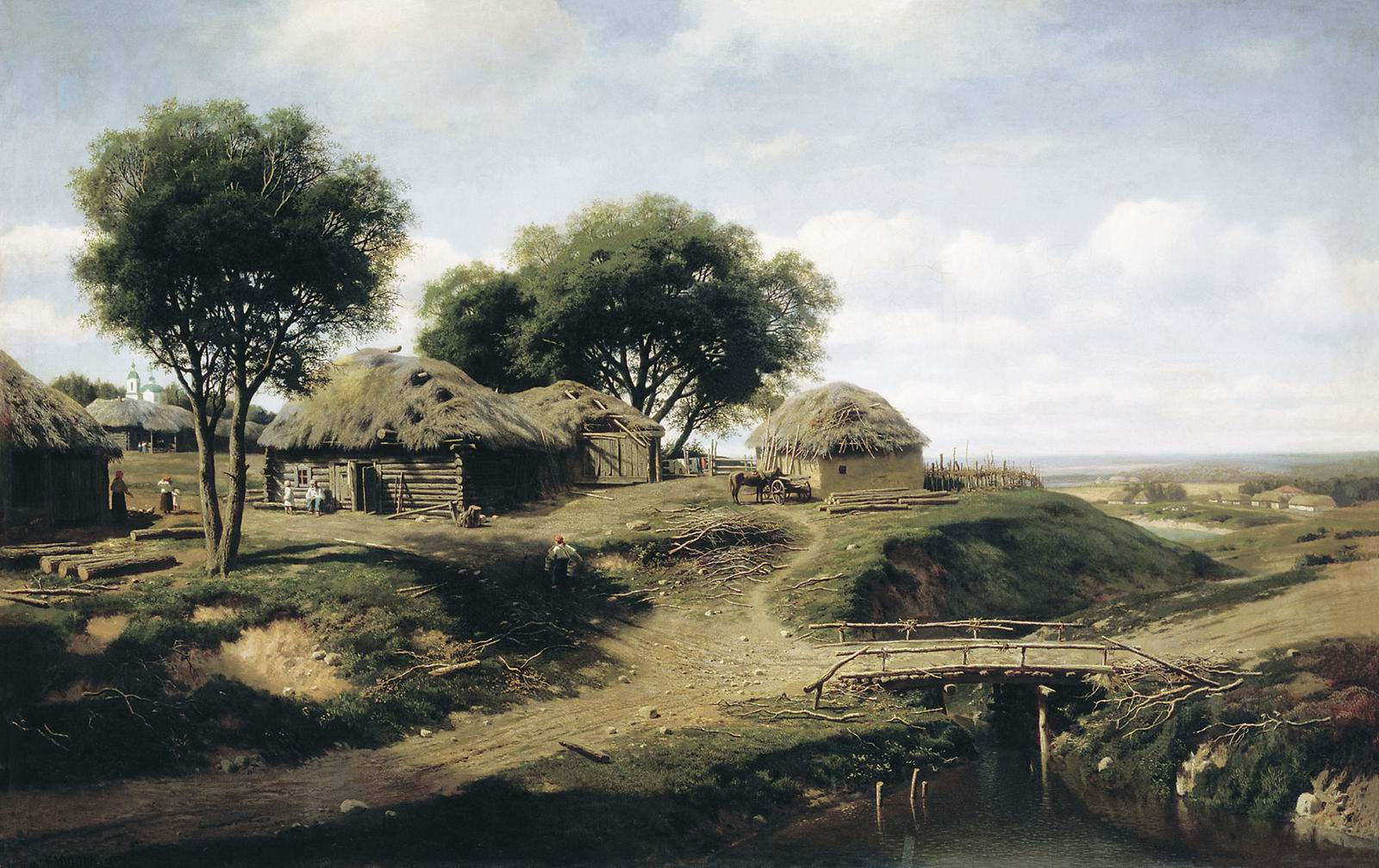
Село в Орловской губернии, Михаил Клодт, 1864

### Численность населения
| Год  | Население, чел. | В том числе городское, чел. |
| ---- | --------------- | --------------------------- |
| 1847 | 1 458 542       |                             |
| 1897 | 2 033 798       | 244 008                     |
| 1905 | 2 336 800       |                             |
| 1926 | 1 884 533       | 189 175                     |

Национальный состав в 1897 году:
| Уезд              | русские | евреи |
| ----------------- | ------- | ----- |
| Губерния в целом  | 99,0 %  | …     |
| Болховский        | 99,9 %  | …     |
| Брянский          | 97,0 %  | 2,0 % |
| Дмитровский       | 99,8 %  | …     |
| Елецкий           | 98,6 %  | 1,2 % |
| Карачевский       | 99,2 %  | …     |
| Кромский          | 99,8 %  | …     |
| Ливенский         | 99,8 %  | …     |
| Малоархангельский | 99,9 %  | …     |
| Мценский          | 99,9 %  | …     |
| Орловский         | 97,9 %  | 1,7 % |
| Севский           | 98,7 %  | …     |
| Трубчевский       | 99,4 %  | …     |

### Дворянские роды
Апухтины, Араловы, Афонские, Бехтеевы, Брусенцовы, Бунины, Воробьёвы, Гончаровы, Ефановы, Жедринские, Исуповы, Казины, Каменские, Карауловы, Каширениновы, Клушины, Корниловы, Кутеповы, Лавровы, Лесковы, Логофеты, Мацневы, Мейеры, Мухортовы, Новиковы, Орловы, Орловы-Давыдовы, Охотниковы, Протасовы, Пушешниковы, Рудневы, Рязанцевы, Сафоновы, Сомовы, Тургеневы, Шеншины, Шереметевы, Шульц, Юрасовские и др.

## Символика

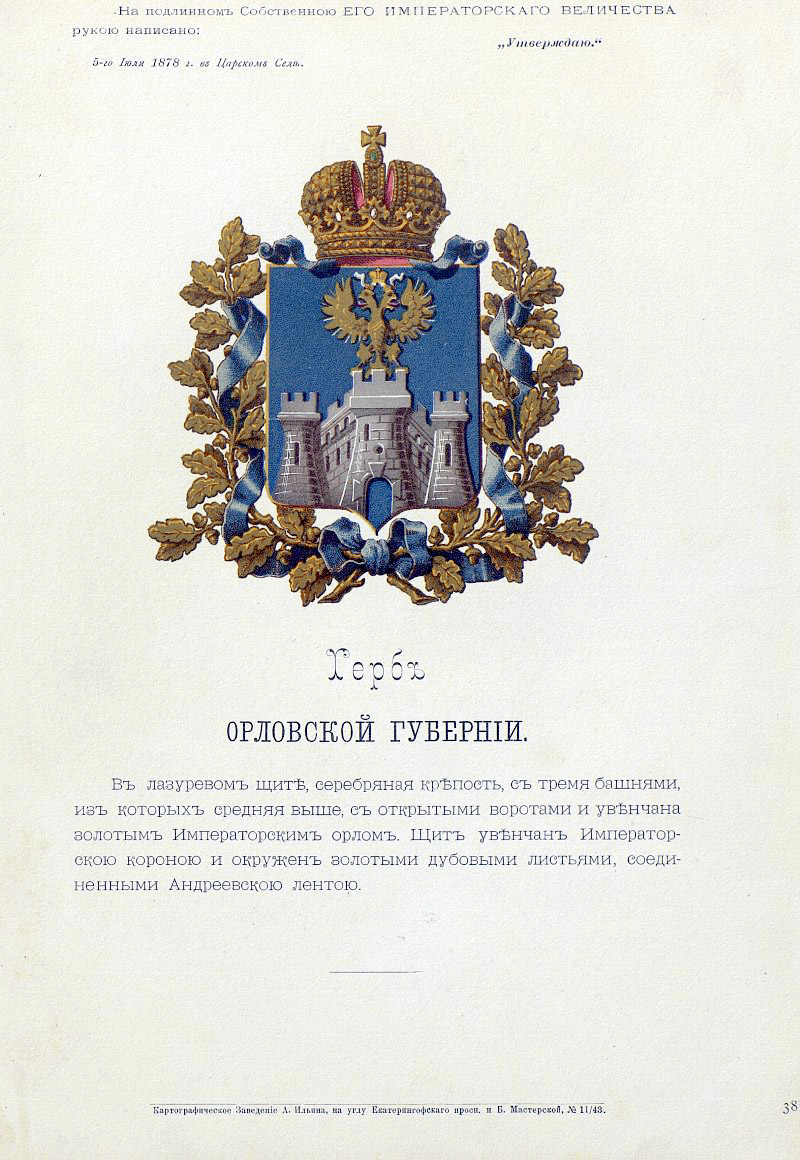
Гласный герб губернии c оф.описанием, утверждённый Александром II (1878)

Герб губернии является гласным.

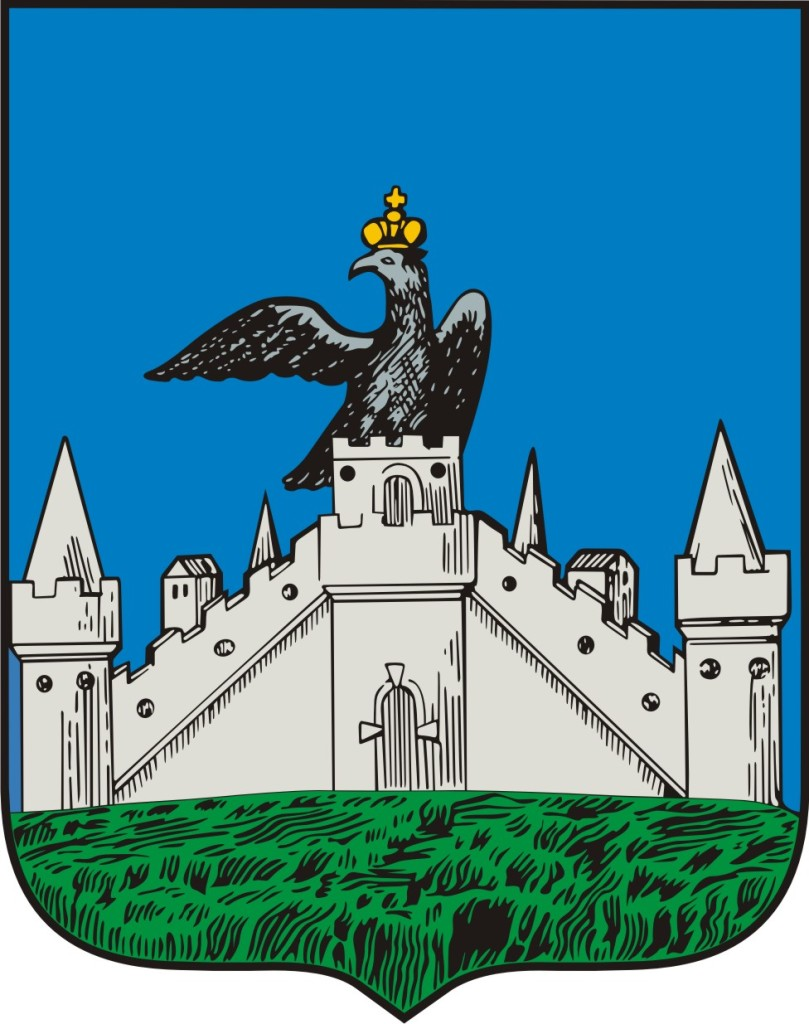
Герб губернии до 1857 года
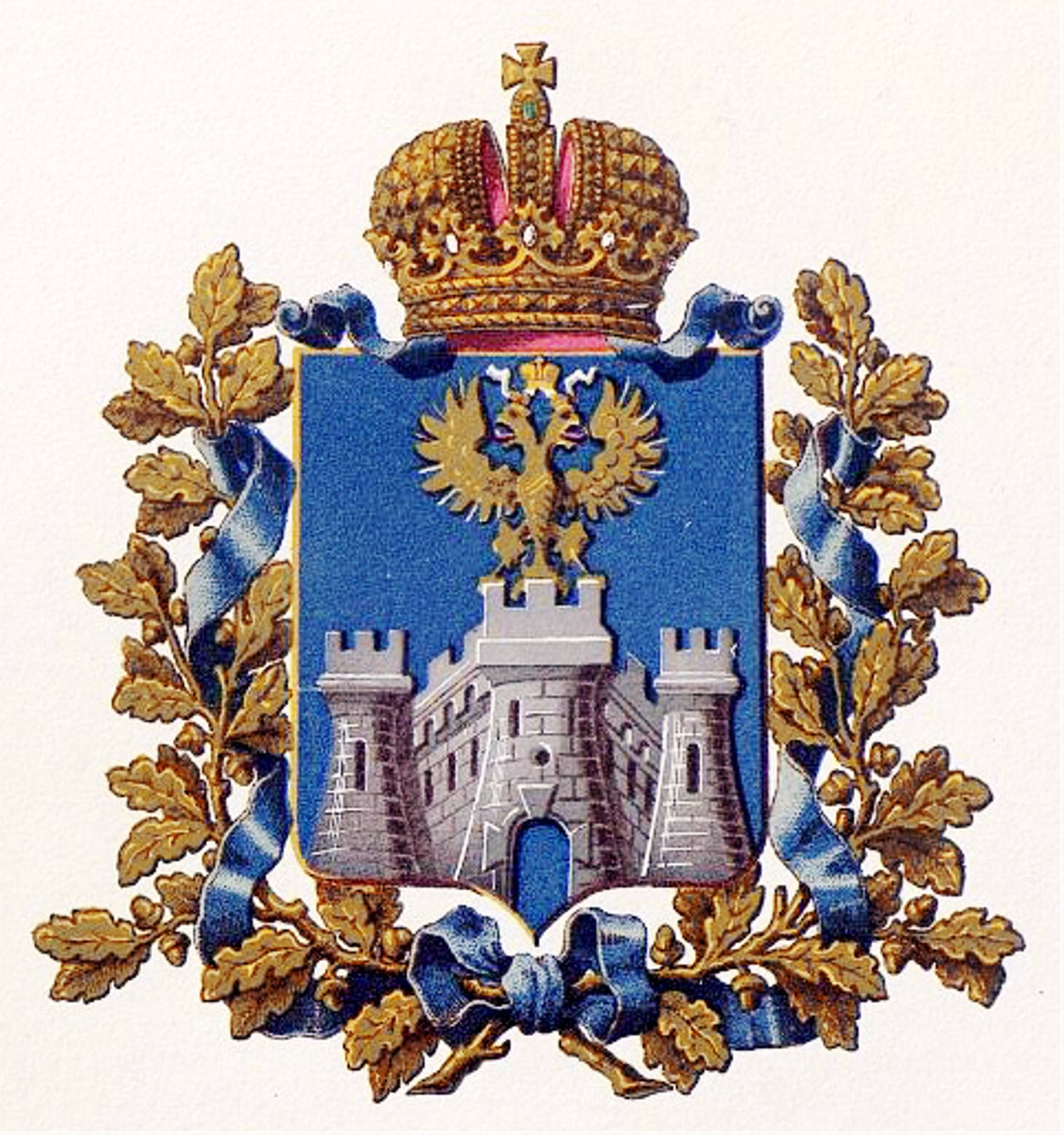
Официальный герб губернии (изд. МВД, 1880 год)
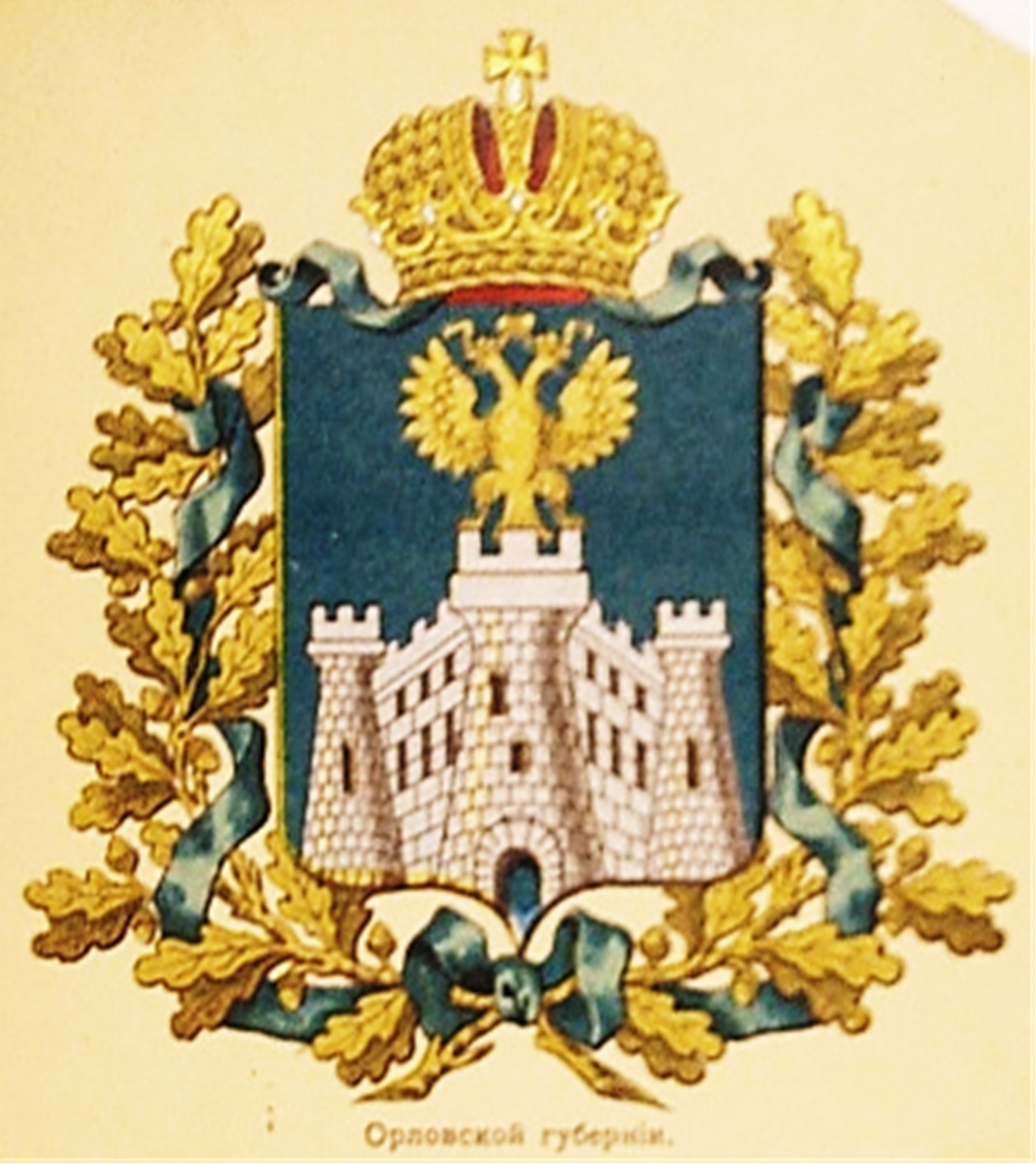
Неофициальный герб губернии (изд. Сукачова, 1878 год)
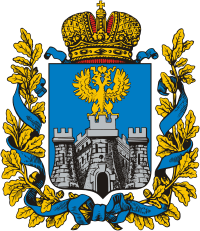
Современный рисунок герба (2000-е годы)

## Административное деление

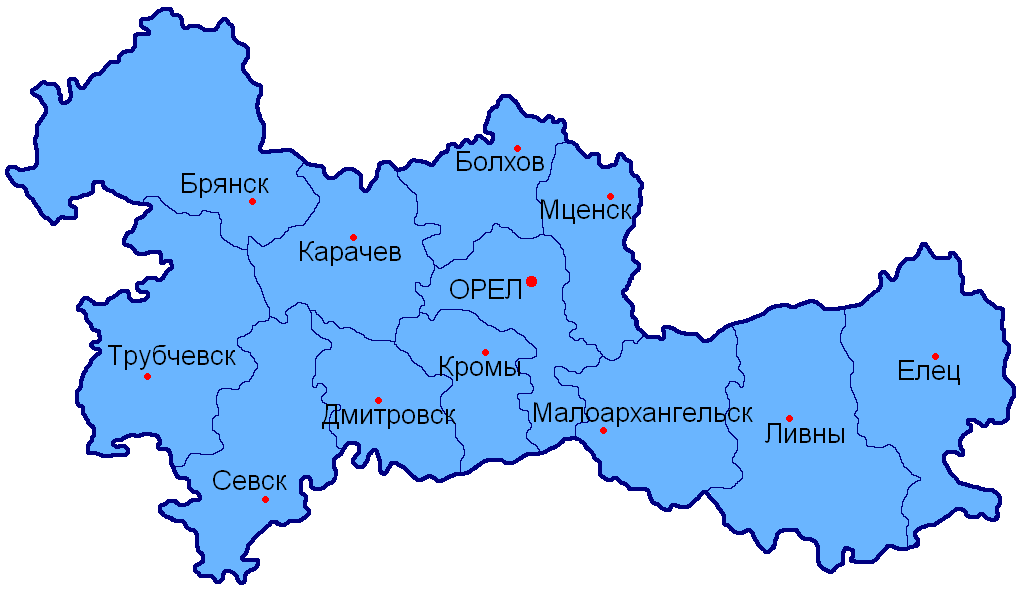
Административное деление Орловской губернии в 1802—1920 годах

При образовании губерния делилась на 13 уездов: Болховский, Брянский, Дешкинский, Дмитровский, Елецкий, Карачевский, Кромской, Ливенский, Малоархангельский, Мценский, Орловский, Севский и Трубчевский. В 1797 году Дешкинский, Дмитровский и Малоархангельский уезды были упразднены, однако в 1802 последние два были восстановлены.

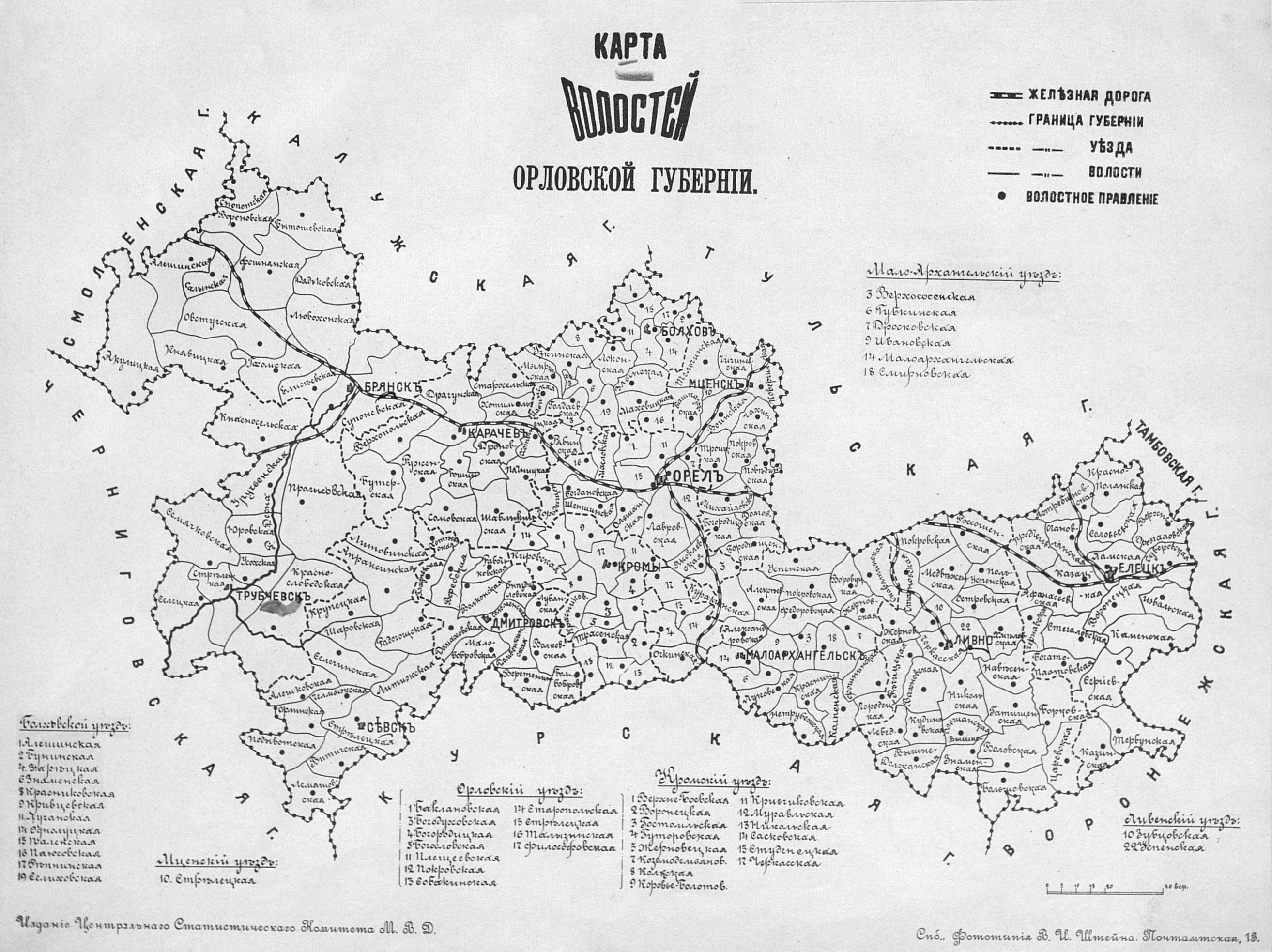
Волости Орловской губернии

С 1802 по 1920 год в состав губернии входило 12 уездов:
| №  | Уезд              | Уездный город                | Герб уездного города | Площадь, кв. вёрст | Население (1897), чел. |
| -- | ----------------- | ---------------------------- | -------------------- | ------------------ | ---------------------- |
| 1  | Болховский        | Болхов (21 446 чел.)         |                      | 2280,6             | 137 649                |
| 2  | Брянский          | Брянск (24 781 чел.)         |                      | 6062,3             | 203 303                |
| 3  | Дмитровский       | Дмитровск (5 291 чел.)       |                      | 2164,4             | 105 168                |
| 4  | Елецкий           | Елец (46 956 чел.)           |                      | 4331,8             | 280 942                |
| 5  | Карачевский       | Карачев (15 493 чел.)        |                      | 3163,2             | 135 937                |
| 6  | Кромской          | Кромы (5 586 чел.)           |                      | 1927,0             | 110 029                |
| 7  | Ливенский         | Ливны (20 448 чел.)          |                      | 4996,1             | 290 192                |
| 8  | Малоархангельский | Малоархангельск (7 785 чел.) |                      | 3290,0             | 175 158                |
| 9  | Мценский          | Мценск (9 823 чел.)          |                      | 2106,5             | 104 200                |
| 10 | Орловский         | Орёл (69 735 чел.)           |                      | 2717,5             | 208 620                |
| 11 | Севский           | Севск (9 248 чел.)           |                      | 3502,9             | 152 145                |
| 12 | Трубчевский       | Трубчевск (7 416 чел.)       |                      | 4515,4             | 130 455                |

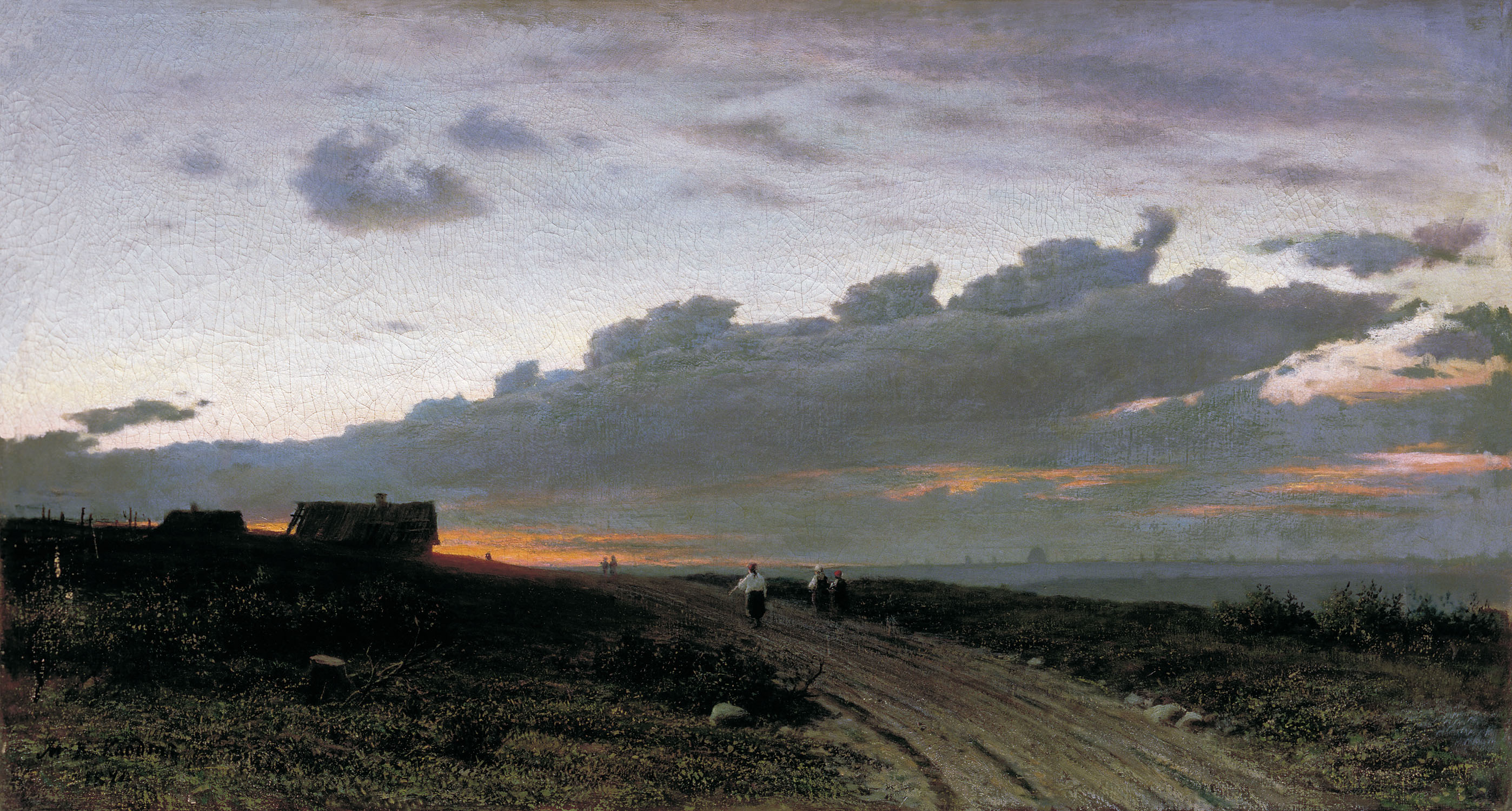
М. К. Клодт — Вечерний вид в деревне. Орловская губерния, 1874

В 1920 году Брянский, Карачевский, Севский и Трубчевский уезды отошли к новой Брянской губернии. В 1924 упразднены Кромский и Мценский уезды, а через год в состав губернии включен Новосильский уезд, ранее входивший в Тульскую губернию.

### Бывший город
| Город  | Население (1796) | Входит в      | Герб |
| ------ | ---------------- | ------------- | ---- |
| Дешкин | 900 чел.         | Мценский уезд |      |

## Руководство губернии

### Генерал-губернаторы
| Ф. И. О.                             | Титул, чин, звание                                                   | Время замещения должности |
| ------------------------------------ | -------------------------------------------------------------------- | ------------------------- |
| Репнин Николай Васильевич            | князь, генерал-аншеф                                                 | 1778—1781                 |
| Щербинин Евдоким Алексеевич          |                                                                      | 1778                      |
| Прозоровский Александр Александрович | князь, генерал-поручик                                               | 1781—1783                 |
| Кличка Франц Николаевич              | генерал-поручик                                                      | 1784—1786                 |
| Бальмен Антон Богданович             | граф, генерал-поручик                                                | 1786—1790                 |
| Беклешов Александр Андреевич         | генерал-поручик                                                      | 1791—1796                 |
| Балашов Александр Дмитриевич         | генерал-адъютант, генерал-лейтенант (с 1823 — генерал от инфантерии) | 04.11.1819—10.04.1828     |

### Правители наместничества
| Ф. И. О.                           | Титул, чин, звание               | Время замещения должности |
| ---------------------------------- | -------------------------------- | ------------------------- |
| Лопухин Авраам Степанович          | генерал-майор (генерал-поручик)  | 1778—14.02.1782           |
| Неплюев Семён Александрович        | статский советник                | 14.02.1782—06.03.1792     |
| Брянчанинов Сергей Афанасьевич     | генерал-майор                    | 06.03.1792—07.04.1794     |
| Квашнин-Самарин Александр Петрович | бригадир                         | 07.04.1794—30.01.1797     |
| Воейков Василий Иванович           | действительный статский советник | 30.01.1797—14.12.1798     |

### Губернаторы
| Ф. И. О.                             | Титул, чин, звание                                                              | Время замещения должности |
| ------------------------------------ | ------------------------------------------------------------------------------- | ------------------------- |
| Вульф Иван Петрович                  | действительный статский советник (тайный советник)                              | 14.12.1798—22.11.1800     |
| Яковлев Пётр Иванович                | действительный статский советник (тайный советник)                              | 22.11.1800—1816           |
| Соковнин Борис Сергеевич             | действительный статский советник                                                | 24.09.1817—1821           |
| Шредер Николай Иванович              | статский советник                                                               | 21.02.1821—04.02.1824     |
| Сонцов Пётр Александрович            | действительный статский советник                                                | 17.02.1824—12.04.1830     |
| Кочубей Аркадий Васильевич           | статский советник                                                               | 21.04.1830—04.05.1837     |
| Васильчиков Николай Васильевич       | генерал-майор, действительный статский советник                                 | 09.05.1837—21.12.1841     |
| Трубецкой Пётр Иванович              | князь, генерал-майор (генерал-лейтенант)                                        | 26.12.1841—25.02.1849     |
| Муханов Сергей Николаевич            | генерал-майор                                                                   | 25.02.1849—13.12.1851     |
| Крузенштерн Николай Иванович         | генерал-майор                                                                   | 25.02.1852—02.02.1854     |
| Сафонович Валериан Иванович          | действительный статский советник (тайный советник)                              | 06.02.1854—03.03.1861     |
| Левашёв Николай Васильевич           | граф, Свита Его Величества, генерал-майор, и. д. (утверждён 04.12.1862)         | 08.03.1861—22.07.1866     |
| Лобанов-Ростовский Алексей Борисович | князь, в звании камергера, действительный статский советник                     | 22.07.1866—10.03.1867     |
| Лонгинов Михаил Николаевич           | действительный статский советник                                                | 07.04.1867—19.11.1871     |
| Иванов Сергей Сергеевич              | действительный статский советник                                                | 10.12.1871—08.07.1874     |
| Боборыкин Константин Николаевич      | генерал-лейтенант                                                               | 11.03.1875—21.01.1888     |
| Шидловский Александр Романович       | действительный статский советник                                                | 01.02.1888—20.01.1892     |
| Евреинов Дмитрий Павлович            | статский советник, и. д.                                                        | 20.01.1892—31.05.1892     |
| Неклюдов Пётр Васильевич             | действительный статский советник                                                | 06.06.1892—14.07.1894     |
| Трубников Александр Николаевич       | в звании камергера, действительный статский советник                            | 14.07.1894—14.09.1901     |
| Кристи Григорий Иванович             | действительный статский советник                                                | 14.09.1901—20.09.1902     |
| Балясный Константин Александрович    | в звании камергера, статский советник (действительный статский советник), и. д. | 20.09.1902—10.06.1906     |
| Андреевский Сергей Сергеевич         | действительный статский советник                                                | 10.06.1906—1915           |
| Арапов Александр Викторович          | действительный статский советник                                                | 06.12.1915—13.12.1916     |
| Гендриков Пётр Васильевич            | коллежский советник                                                             | 13.12.1916—06.03.1917     |

### Губернские комиссары Временного правительства
| Ф. И. О.                 | Титул, чин, звание               | Время замещения должности |
| ------------------------ | -------------------------------- | ------------------------- |
| Сергей Николаевич Маслов | Действительный статский советник | март 1917 — июль 1917     |
| Р. В. Цветаев            |                                  | июль 1917 — октябрь 1917  |

### Губернские предводители дворянства

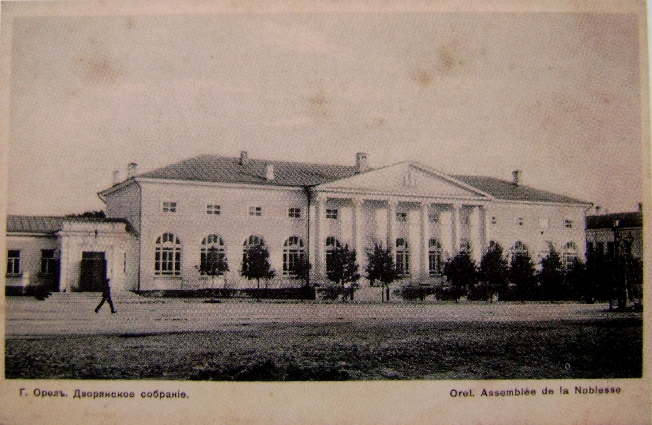
Здание Дворянского собрания

| Ф. И. О.                        | Титул, чин, звание                                                         | Время замещения должности |
| ------------------------------- | -------------------------------------------------------------------------- | ------------------------- |
| Ржевский Александр Илларионович | действительный камергер                                                    | 1778—1779                 |
| Танеев Василий Иванович         | капитан                                                                    | 1779—1781                 |
| Давыдов Владимир Денисович      | полковник                                                                  | 1784—1787                 |
| Цуриков Егор Лаврентьевич       | бригадир                                                                   | 1788—1799                 |
| Сафонов Пётр Илларионович       | полковник                                                                  | 1800—1802                 |
| Турбин Яков Иванович            | статский советник                                                          | 1802—1805                 |
| Апухтин Гавриил Петрович        | коллежский советник                                                        | 1805—1813                 |
| Хлопов Дмитрий Иванович         | надворный советник                                                         | 1813—1814                 |
| Афросимов Фёдор Андреевич       | полковник                                                                  | 1814—1817                 |
| Теплов Алексей Григорьевич      | тайный советник                                                            | 1818—1820                 |
| Милорадович Пётр Васильевич     | статский советник                                                          | 1825—1833                 |
| Шереметев Василий Александрович | коллежский советник, в звании камергера                                    | 21.02.1833—21.12.1838     |
| Тютчев Василий Михайлович       | действительный статский советник                                           | 07.02.1839—19.02.1848     |
| Скарятин Владимир Яковлевич     | действительный статский советник                                           | 04.03.1848—18.01.1857     |
| Апраксин Виктор Владимирович    | действительный статский советник, в звании камергера                       | 18.01.1857—07.01.1866     |
| Шереметев Александр Васильевич  | в звании камергера, надворный советник                                     | 07.01.1866—21.02.1873     |
| Страхов Павел Васильевич        | коллежский асессор, и. д.                                                  | 21.02.1873—25.01.1875     |
| Тютчев Павел Васильевич         | действительный статский советник                                           | 07.02.1875—29.12.1883     |
| Турбин Аполлон Евгеньевич       | церемониймейстер                                                           | 29.12.1883—01.11.1886     |
| Шениг Сергей Николаевич         | действительный статский советник                                           | 08.01.1887—17.12.1895     |
| Стахович Михаил Александрович   | в звании камергера, коллежский советник (действительный статский советник) | 16.01.1896—07.01.1908     |
| Полозов Михаил Кузьмич          | тайный советник                                                            | 07.01.1908—1914           |
| Куракин Александр Борисович     | князь, действительный статский советник                                    | 1914—1917                 |

### Вице-губернаторы
| Ф. И. О.                             | Титул, чин, звание                                     | Время замещения должности |
| ------------------------------------ | ------------------------------------------------------ | ------------------------- |
| Балашов Дмитрий Иванович             | действительный статский советник                       | 1778—24.11.1780           |
| Неплюев Семён Александрович          | статский советник                                      | 04.12.1780—14.02.1782     |
| Новосилыдов Пётр Иванович            | коллежский советник (статский советник)                | 03.03.1782—24.02.1785     |
| Корнеев Захар Яковлевич              | полковник (статский советник)                          | 1785—18.01.1797           |
| Протасов Павел Иванович              | коллежский советник (действительный статский советник) | 08.01.1797—1804           |
| Маслов Пётр Афанасьевич              | статский советник                                      | 1804—1818                 |
| Донец-Захаржевский Дмитрий Андреевич | коллежский советник                                    | 1818—1821                 |
| Иван Семёнович Храповицкий           | коллежский советник                                    | 16.07.1821—28.03.1824     |
| Курута Иван Эммануилович             | коллежский советник                                    | 13.03.1825—19.06.1826     |
| Бурнашев Пётр Алексеевич             | статский советник                                      | 19.06.1826—1838           |
| Семёнов Василий Николаевич           | коллежский советник                                    | 27.03.1838—04.11.1842     |
| Редкин Аполлон Михайлович            | надворный советник, камер-юнкер                        | 04.11.1842—01.04.1847     |
| Тиличеев Егор Сергеевич              | статский советник                                      | 02.04.1847—21.02.1853     |
| Вульф Николай Петрович               | статский советник                                      | 24.02.1853—29.11.1857     |
| Безобразов Николай Павлович          | действительный статский советник                       | 19.12.1857—14.04.1872     |
| Дьяконов Владимир Иванович           | действительный статский советник                       | 05.05.1872—27.08.1882     |
| Берс Александр Андреевич             | действительный статский советник                       | 13.11.1882—29.07.1893     |
| Старицкий Александр Иванович         | коллежский советник                                    | 08.08.1893—12.07.1897     |
| Бельгард Валериан Валерианович       | гвардии полковник (действительный статский советник)   | 15.07.1897—07.08.1907     |
| Галахов Николай Павлович             | статский советник (действительный статский советник)   | 07.08.1907—1915           |
| Комаровский Николай Константинович   | надворный советник (коллежский советник)               | 1915—1917                 |